# Montrose-Ghent
Montrose-Ghent – jednostka osadnicza w Stanach Zjednoczonych, w stanie Ohio, w hrabstwie Summit.